# Lars Weiss
Lars Henrik Weiss (født 30. maj 1971 på Frederiksberg) er en dansk kommunalpolitiker, der er medlem af Københavns Borgerrepræsentation for Socialdemokratiet. Fra den 29. august 2024 er han overborgmester i Københavns Kommune efter at Sophie Hæstorp Andersen forlod posten for, at blive social- og boligminister. En post han ligeledes bestred i perioden 19. oktober 2020 til 31. december 2021 efter Frank Jensens afgang fra embedet. Lars Weiss genopstiller ikke ved valget i 2025.
Lars Weiss er søn af tidligere indenrigsminister Birte Weiss og hendes ægtefælle, redaktør Ove Weiss. Lars Weiss er gift med faglig sekretær Anja Bentzen Weiss og bosiddende på Amager.
Han er økonom og har efteruddannelse i kommunikation (CFJE).
Siden 2010 har han været medlem af Økonomiudvalget, Teknik- og Miljøudvalget, 1. næstformand i Borgerrepræsentationen og gruppeformand for Socialdemokratiet på Københavns Rådhus.
Lars Weiss har sideløbende beklædt en række bestyrelsesposter, bl.a. som formand for Amager Ressource Center (ARC) og næstformand i Metroselskabet.